# Église Saint-Robert du Moustier (Peyzac-le-Moustier)
Pour les articles homonymes, voir Église Saint-Robert.
L'église Saint-Robert est une église catholique située dans la commune de Peyzac-le-Moustier, en France, et datant principalement du XIIe siècle.
Elle fait l'objet d'une protection au titre des monuments historiques.

## Localisation
L'église est située dans l'est du département français de Dordogne, en Périgord noir, dans la commune de Peyzac-le-Moustier, au lieu-dit le Moustier, en bordure de la route départementale 6.

## Historique
Datant du XIIe siècle, l'église est l'ancienne chapelle romane d'un moûtier — d'où le nom du lieu-dit — qui aurait pu dépendre de la Roque Saint-Christophe. En l'an 1300, le Moustier était une paroisse (Parochia monasterii).
L'édifice est inscrit au titre des monuments historiques le 9 janvier 1926.

## Architecture
Contrairement à de très nombreuses églises catholiques, l'édifice n'est pas strictement orienté est-ouest mais légèrement est-sud-est/ouest-nord-ouest.
Côté occidental, un enfeu extérieur précède le clocher-mur de la façade où s'ouvrent un portail en ogive et deux baies campanaires, chacune dotée d'une cloche. Le clocher-mur est surmonté d'une croix métallique. Les toits de l'édifice sont couverts en lauzes.
À l'intérieur, la nef unique est prolongée par le chœur de forme polygonale, agrémenté d'une litre funéraire noire avec armoiries.

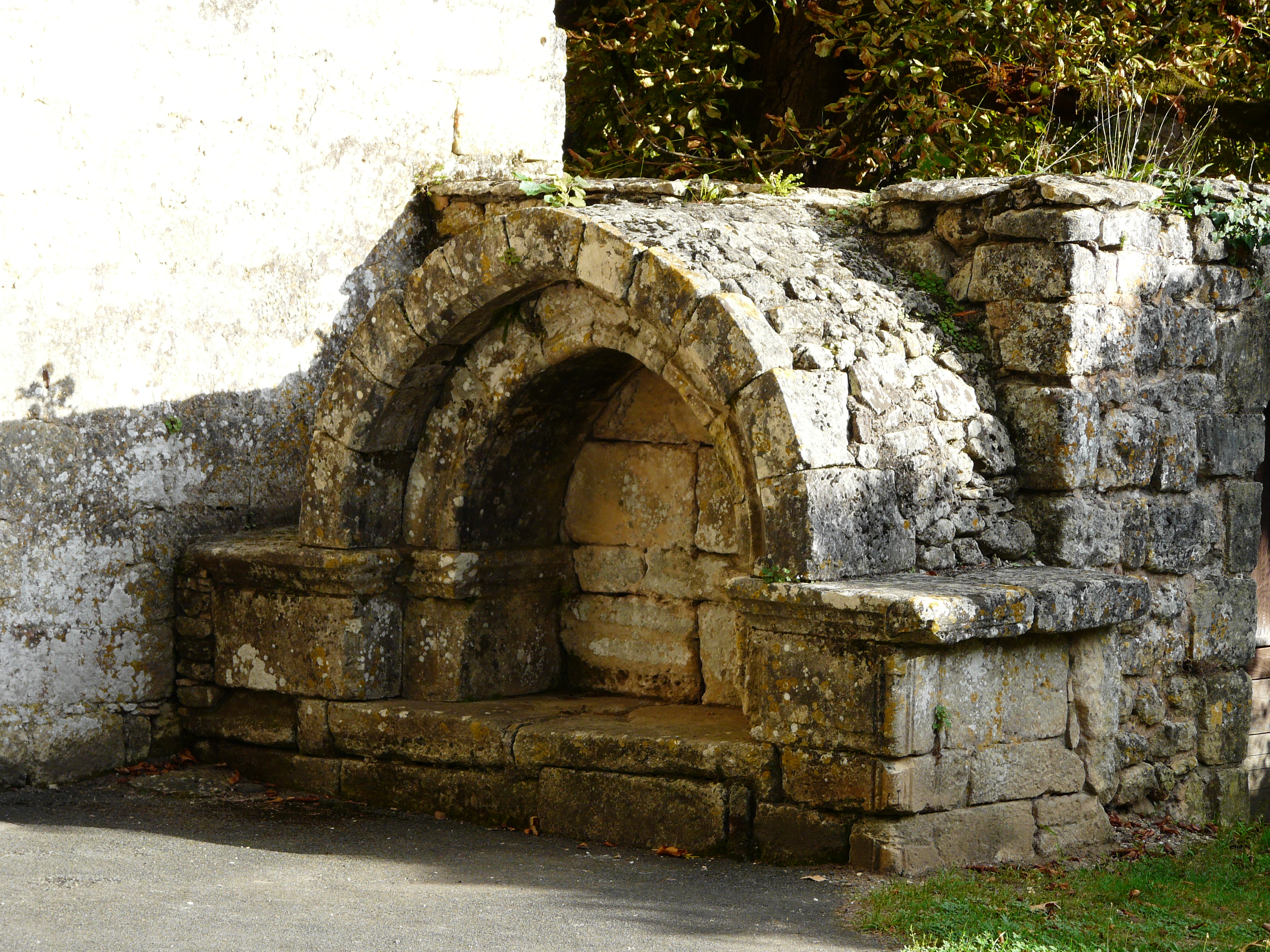
L'enfeu extérieur.
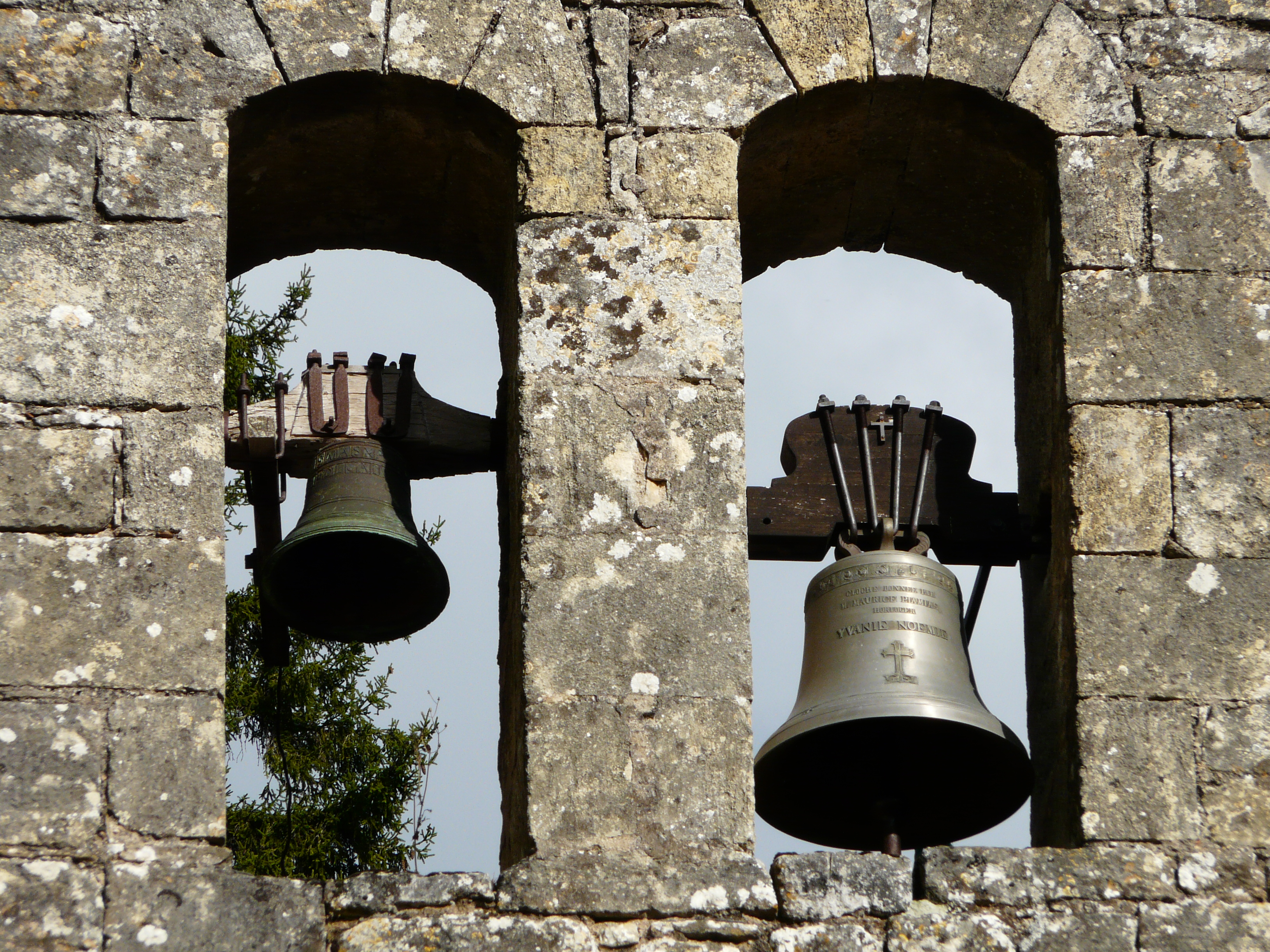
Les cloches.
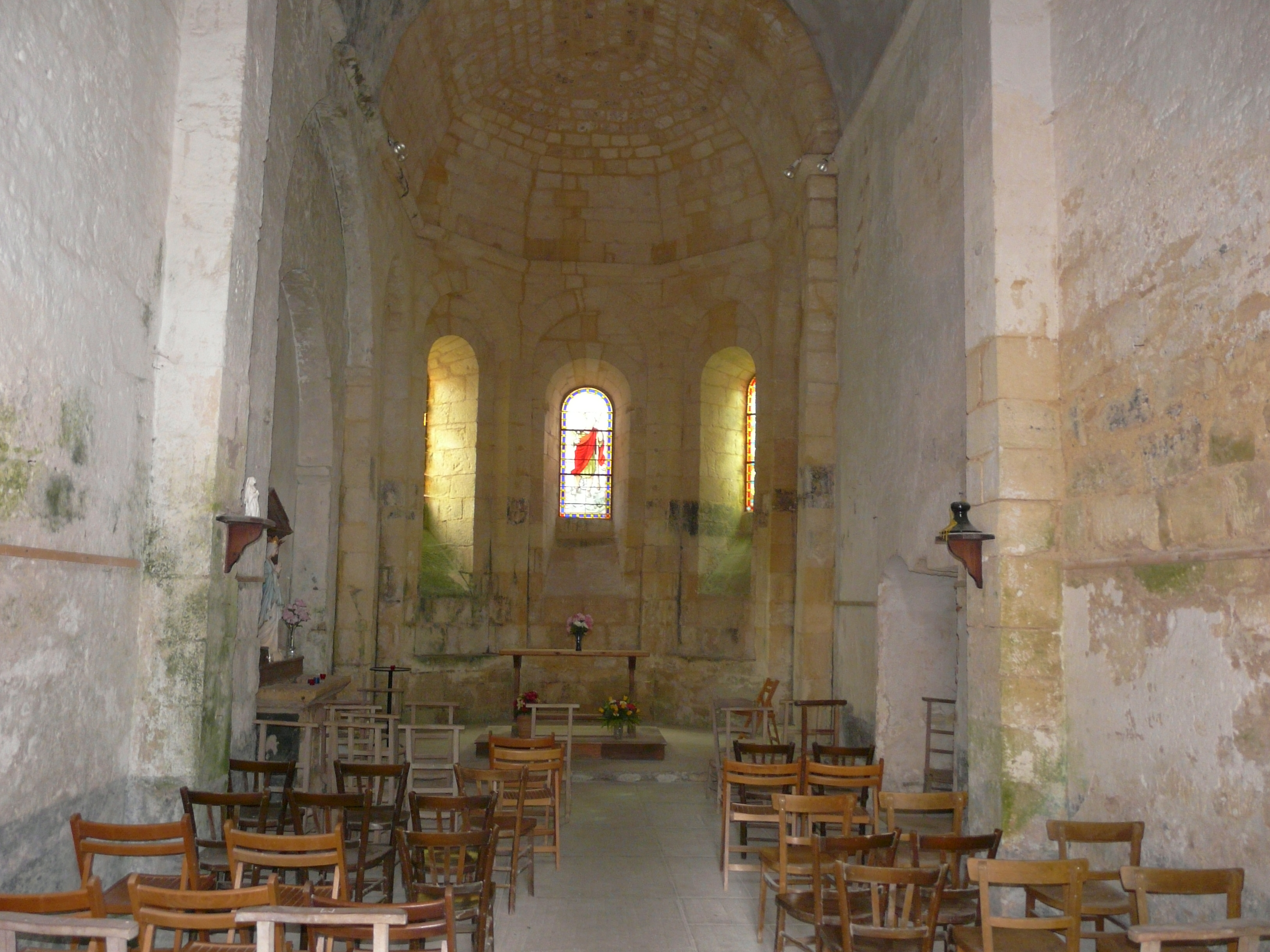
La nef.
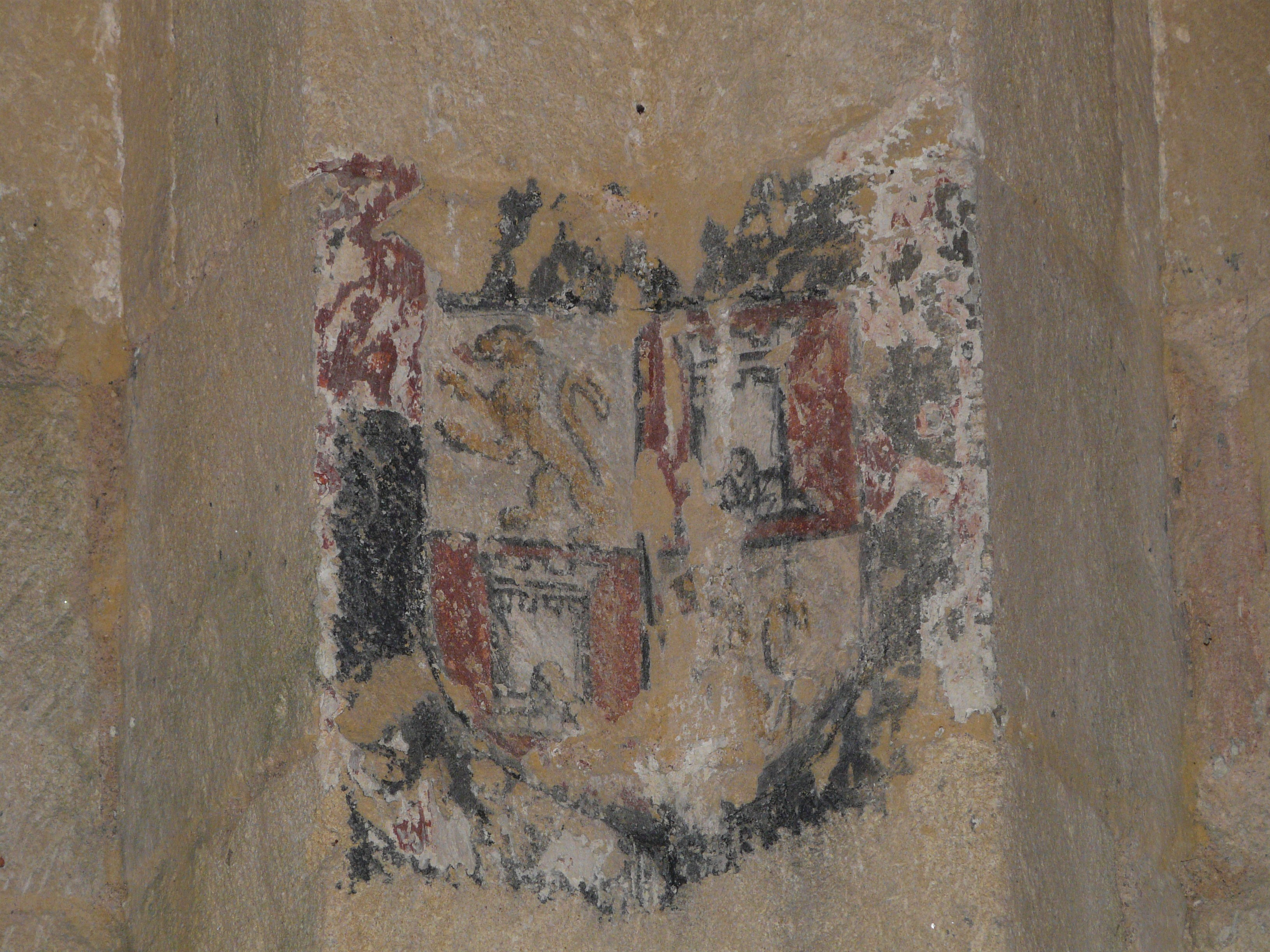
Armoiries de la litre funéraire.